# A9 (Zwitserland)
De A9 in Zwitserland, ook wel Autoroute du Rhône of Rhoneautobahn genoemd, is een 167 kilometer lange autosnelweg, die loopt van Vallorbe nabij de Franse grens, via Lausanne, Montreux, Martigny, Sion, Sierre, Visp naar Brig. De snelweg is onderdeel van de Nationaalstrasse 9 (N9).
Het traject tussen Le Creux en Orbe is een autoweg. Bij de afslag Brig-Glis kan men afbuigen naar de autoweg (A9S) die richting de Simplonpas verloopt. De A9 zelf eindigt bij de rotonde in Brig-Glis.
De autosnelweg verbindt de Jura met de Alpen, en vormt een belangrijke verbinding tussen Lausanne en het Zwitserse Rhônedal en dient daarbij voornamelijk als ontsluitingsader van de kantons Vaud en Wallis. Bovendien vormt de snelweg voor internationaal verkeer een verbinding met Italië en kan daarmee ook als alternatieve route voor de Gotthardtunnel fungeren.
De autosnelweg loopt vanaf het beginpunt bij de grens met Frankrijk tot en met Sierre door het Franstalige gedeelte van Zwitserland. Voorbij Sierre loopt de autosnelweg door het Duitstalige gedeelte van Zwitserland. Alle borden op de autosnelweg zijn aangepast op de taal die er gesproken wordt.
Het tracé tussen Visp en Brig-Glis is een recent opgeleverd stuk autosnelweg dat onderdeel uitmaakt van het project Sierre-Brig. Het tracé tussen Sierre-Oost en Visp bevindt zich actueel in de uitvoeringsfase. Het project zal ongeveer 2,3 miljard CHF, circa 2,1 miljard euro, gaan kosten.
Het nieuwe stuk autosnelweg is met name bedoeld om het Oberwallis beter te ontsluiten en daarmee de doorstroming in de regio te verbeteren, aangezien de bestaande verbindingen al van een behoorlijke kwaliteit zijn. De route over de Simplonpas wordt niet verder uitgebouwd tot autosnelweg. Zij maakt onderdeel uit van de A9S en is in verhouding tot andere bergpassen ruim aangelegd.
Op 13 maart 2012 gebeurde in de Sierretunnel nabij Sierre een ongeval met een Belgische bus. Daarbij vielen 28 dodelijke slachtoffers, waarvan 22 kinderen, en 24 gewonden.